# Júlio Medaglia
Júlio Medaglia (São Paulo, 16 de abril de 1938) é um maestro e arranjador brasileiro. Ex-aluno de Pierre Boulez, Karlheinz Stockhausen e John Barbirolli, Medaglia foi fundador da Amazonas Filarmônica e dirigiu a Orquestra da Rádio de Baden-Baden e a Rádio Roquette Pinto. 

## Biografia
O primeiro contato de Júlio Medaglia com um instrumento foi por intermédio de Magali Sanches, empregada doméstica de sua família, que mais tarde viria a se tornar atriz de radionovelas. Pouco tempo depois, ele começaria a ter aulas de violino com uma prima de sua mãe, ex-violinista da orquestra do Cine Avenida. Posteriormente participou de uma orquestra de amadores, e conhece o então oboísta Isaac Karabtchevsky, que o leva para a Escola Livre de Música da Pro-Arte (ELM) em São Paulo, criada em 1952 por um dos grandes mentores musicais da época, Hans-Joachim Koellreutter.
No final dos anos 1950, Koellreutter transfere-se para Salvador, no intuito de montar os Seminários de Música da Universidade da Bahia. Júlio Medaglia o acompanha e lá, se aperfeiçoa em regência, inicialmente coral e depois sinfônica. No início dos anos 1960, participa de movimentos artísticos de vanguarda, entre os quais o da poesia concreta, "oralizando" poemas com os irmãos Campos - Augusto e Haroldo - e Décio Pignatari. (MAMMI, 2006, p.189). Em Salvador, é convidado pelo Diretor da Escola Superior de Música da Universidade de Freiburg, Artur Hartmann, para estudar regência na Alemanha, onde permanecerá, entre 1961 e 1965.  Mas, antes de deixar o país, Júlio Medaglia ajuda o musicólogo teuto-uruguaio Francisco Curt Lange a divulgar, por meio de concertos, artigos e palestras, em São Paulo, a redescoberta de importantes partituras do barroco mineiro.
Enquanto estudava na Europa (1961-1965) Júlio Medaglia também teve aulas de regência sinfônica em Taormina, com Sir John Barbirolli, um dos mais respeitados maestros do século XX. Também participa de cursos ministrados por Stockhausen e Boulez, durante os festivais de música contemporânea de Darmstadt. Em 1965, forma-se, com distinção, pela Hochschule für Musik de Freiburg, em regência sinfônica.
Em 1966, retorna ao Brasil e participa, com Solano Ribeiro, da organização dos Festivais da Record. 
No final de 1967, escreve arranjo para a canção Tropicália, de Caetano Veloso, que marca o início do Tropicalismo.
Em 1969, é convidado, por um grupo de instrumentistas, para dirigir a orquestra Cordas de São Paulo. Com esse conjunto, viaja por várias cidades brasileiras, grava um disco (que inclui uma obra restaurada de André da Silva Gomes, mestre de capela da cidade de São Paulo do início do século XIX) e faz um programa semanal na TV Cultura, que recebe, entre outros, o Troféu Roquette Pinto.
Entre 1970, volta à Alemanha, onde atua como regente de várias orquestras, incluindo a Orquestra Filarmônica de Berlim, em 1972. Também trabalha como compositor trilhas sonoras  para  a televisão alemã. A partir do seu retorno ao Brasil, em 1974, irá dirigir, por quatro anos, a orquestra sinfônica do Teatro Municipal de São Paulo. Nessa época, além de ministrar cursos sobre trilha sonora na USP e na FAAP, participa no Rio de Janeiro, do "cinema marginal".
Sua participação como autor da trilha sonora e ator do filme O Segredo da Múmia (1982), de  Ivan Cardoso, rendeu-lhe os prêmios de "melhor trilha sonora", no Festival de Gramado, e de "melhor ator coadjuvante", pela Associação Paulista de Críticos de Arte.
Ao longo dos anos 1980, contratado pela TV Globo, compôs trilhas sonoras para 20 episódios do programa Caso verdade (1982) e para os seriados Avenida Paulista (1982), Anarquistas graças a Deus (1984) e Grande sertão: veredas (1985), além de atuar como supervisor artístico musical da emissora. Teve uma primeira passagem pela Globo em 1975, quando foi o responsável pela trilha sonora da novela Bravo!, de Janete Clair. O maestro fez a pesquisa musical, regeu a Orquestra Som Livre e compôs o tema de abertura da novela. 
Em fevereiro de 1987, começa a apresentar programas diários na rádio Cultura FM de São Paulo (primeiramente, Pentagrama, depois substituído por Tema e Variações e Contraponto, em dias alternados), trabalho que manteve, ininterruptamente, até 26 de abril de 2011, quando soube que deixaria a emissora. "Fui chamado pelo presidente da Fundação Padre Anchieta, João Sayad, e, antes que me sentasse para conversar, ele logo disse que meu contrato não seria renovado e que eu estava desligado a partir daquele momento". Na ocasião, o maestro também era, desde 2005, responsável pelo programa Prelúdio, na TV Cultura, um concurso de música erudita para jovens instrumentistas brasileiros, sendo o vencedor premiado com bolsa de estudos de um ano, na Alemanha. Mas, poucas semanas depois, Medaglia já estava de volta à emissora e, em agosto do mesmo ano, já lançava o seu novo programa diário, Fim de tarde.
No início dos anos 1990, assume a direção artística do Teatro Municipal do Rio de Janeiro e, em seguida, a regência titular da orquestra do Teatro Nacional de Brasília. Na mesma época, dirige o Festival de Inverno de Campos do Jordão e participa em grandes espetáculos cênico-musicais, como: Carmina Burana, de Carl Orff; a ópera Aida, de Verdi; a História do Brasil; e a ópera afro-brasileira Lídia de Oxum, de Lindembergue Cardoso e Ildásio Tavares.
Em 1996, produziu e gravou, com a Ópera Nacional da Bulgária, o CD e vídeo O guarani, em homenagem ao centenário da morte de Carlos Gomes. Em 1997, fundou e tornou-se regente titular da Orquestra Amazonas Filarmônica, do Teatro Amazonas de Manaus. 
Desde 2010, dirige a nova Orquestra Filarmônica Vera Cruz, de São Bernardo do Campo. "Estou me inspirando no que Simon Rattle fez em Birmingham, a prospecção de talentos numa zona industrial, tradicionalmente de pouca atividade cultural. A partir da orquestra, revitalizou toda uma cidade. É um projeto bacana de São Bernardo, que pretende instalar um teatro para a gente nos antigos estúdios da Vera Cruz, que abrigará um grande centro cultural.
Em 2015, retornou à TV Cultura para apresentar os programas Prelúdio e Concertos Matinais, atração da Rede Tupi nos anos 1950. Desde 2011, apresenta o programa Fim de tarde, na Cultura FM de São Paulo. 
Ensaísta e colaborador de vários periódicos brasileiros, tem livros publicados como tradutor e autor. Desde 2009 é membro da União Brasileira de Escritores e da Academia Paulista de Letras.

## Livros publicados
- Música Impopular,  2ª ed.. Global, 2009 ISBN 85-260-0207-4
- O Som como Parte da Narrativa. Análise Musical. A Orquestra. DVD.
- Música, maestro! – Do canto gregoriano ao sintetizador. Globo, 2008 ISBN 8525031437
- Atrás da pauta - Histórias da música - ebook (ePub), e-galáxia , 2021.